# 山下泉
山下 泉(やました いずみ、1948年（昭和23年）2月1日 - ）は、日本の銀行家。元かんぽ生命保険代表執行役会長。

## 来歴・人物
日本銀行出身。アクセンチュアを経て、日本郵政公社入り。公社のCIOに就任し、コスト削減とサービス向上を目指したシステム改革の陣頭指揮を執った。
民営化準備会社設立に伴い、郵便保険会社の準備会社である「かんぽ」に転出。民営化と同時にかんぽ生命保険の代表執行役社長に横滑りした。また政権交代に伴って、他の事業会社や日本郵政のトップが変わる中、同社のトップとしては、進藤丈介会長とともに留任した。
しかし、準備会社時代からのトップが長期化したこともあり、若返りを図る意味合いから、2012年6月に代表執行役会長に退いた。後任は、損保ジャパン副社長だった石井雅実。
2013年6月、会長を退任した。

## 略歴
- 1971年6月-　東京大学経済学部経済学科卒業
- 1971年7月-　日本銀行入行
- 1974年 - 1976年　ザールブリュッケン大学留学
- 1992年5月- 同行国際局総務課長
- 1993年5月- 同行松本支店長
- 1994年10月- 同行信用機構局次長
- 1995年12月- 同行ロンドン駐在参事
- 1998年4月- 同行金融市場局長
- 2002年3月- 同行退行
- 2002年3月- アクセンチュア金融サービス業本部金融営業本部長[4]
- 2003年4月- 日本郵政公社常務理事
- 2004年4月- 同専務執行役員
- 2005年4月- 同総裁代理執行役員
- 2006年9月- 日本郵政顧問
- 2006年9月- かんぽ取締役兼代表執行役社長
- 2007年10月- かんぽ生命保険代表執行役社長
- 2012年6月-　同代表執行役会長[5]
- 2013年6月- 同会長退任